# Episodi di The Travels of Jaimie McPheeters
La prima e unica stagione della serie televisiva The Travels of Jaimie McPheeters è andata in onda negli Stati Uniti dal 15 settembre 1963 al 15 marzo 1964 sulla ABC.
| nº | Titolo originale               | Prima TV USA      |
| -- | ------------------------------ | ----------------- |
| 1  | The Day of the Leaving         | 15 settembre 1963 |
| 2  | The Day of the First Trial     | 22 settembre 1963 |
| 3  | The Day of the First Suitor    | 29 settembre 1963 |
| 4  | The Day of the Golden Fleece   | 6 ottobre 1963    |
| 5  | The Day of the Last Bugle      | 13 ottobre 1963   |
| 6  | The Day of the Skinners        | 20 ottobre 1963   |
| 7  | The Day of the Taboo Man       | 27 ottobre 1963   |
| 8  | The Day of the Giant           | 3 novembre 1963   |
| 9  | The Day of the Long Night      | 10 novembre 1963  |
| 10 | The Day of the Killing         | 17 novembre 1963  |
| 11 | The Day of the Flying Dutchman | 1º dicembre 1963  |
| 12 | The Day of the Homeless        | 8 dicembre 1963   |
| 13 | The Day of the Misfits         | 15 dicembre 1963  |
| 14 | The Day of the Pawnees (1)     | 22 dicembre 1963  |
| 15 | The Day of the Pawnees (2)     | 29 dicembre 1963  |
| 16 | The Day of the Toll Takers     | 5 gennaio 1964    |
| 17 | The Day of the Wizard          | 12 gennaio 1964   |
| 18 | The Day of the Search          | 19 gennaio 1964   |
| 19 | The Day of the Haunted Trail   | 26 gennaio 1964   |
| 20 | The Day of the Tin Trumpet     | 2 febbraio 1964   |
| 21 | The Day of the Lame Duck       | 9 febbraio 1964   |
| 22 | The Day of the Picnic          | 16 febbraio 1964  |
| 23 | The Day of the 12 Candles      | 23 febbraio 1964  |
| 24 | The Day of the Pretender       | 1º marzo 1964     |
| 25 | The Day of the Dark Deeds      | 8 marzo 1964      |
| 26 | The Day of Reckoning           | 15 marzo 1964     |

## The Day of the Leaving
- Prima televisiva: 15 settembre 1963
- Diretto da: Boris Sagal

### Trama
- Guest star: James Westerfield (John Murrel), Jena Engstrom (Jennie), George Mitchell (predicatore), Marcel Hillaire (Chouteau), Jeanette Nolan (zia Melissa), William O'Connell (Bryce), Sandy Kenyon (Shep Baggott), Robert Carricart (Slater)

## The Day of the First Trial
- Prima televisiva: 22 settembre 1963
- Diretto da: Fred H. Jackman

### Trama
- Guest star: The Osmonds (Kissel Brothers), Donna Anderson Marshall (Jenny), Dean Harens (Simmons), Don Richardson (tenente Higgins), Hedley Mattingly (Henry T. Coe), Vernett Allen III (Othello), Meg Wyllie (Mrs. Kissel), Mark Allen (Matt Kissel), Michael Witney (Buck Coulter), John Davis Chandler (Dick McBride)

## The Day of the First Suitor
- Prima televisiva: 29 settembre 1963
- Diretto da: Don Medford

### Trama
- Guest star: Karl Swenson (Coley Bishop), Charles Seel (Henry Rutledge), Albert Salmi (Frank Turner), Warren Oates (Eldon Bishop), Donna Anderson Marshall (Jenny), Michael Witney (Buck Coulter), Mark Allen (Matt Kissel), Meg Wyllie (Mrs. Kissel), Vernett Allen III (Othello), Kim Montgomery (Clara Jean), Hope Summers (Mrs. Rutledge), The Osmonds (Kissel Brothers)

## The Day of the Golden Fleece
- Prima televisiva: 6 ottobre 1963
- Diretto da: Walter Doniger
- Soggetto di: Leon Paul

### Trama
- Guest star: Michael Witney (Buck Coulter), Mark Allen (Matt Kissel), Tommy Leap (ragazzo), Donna Anderson Marshall (Jenny), Andrew Duggan (Morgan), James Whitmore (Foxy Smith), Vernett Allen III (Othello), Hedley Mattingly (Henry T. Coe), Meg Wyllie (Mrs. Kissel), Eddie Little Sky (capo)

## The Day of the Last Bugle
- Prima televisiva: 13 ottobre 1963
- Diretto da: Allen H. Miner
- Soggetto di: Noel Langley

### Trama
- Guest star: Chris Hughes (ragazzino), Carol Anne Seflinger (ragazza), Lane Bradford (sergente), Tommy Leap (ragazzo), Vernett Allen III (Othello), Hedley Mattingly (Henry T. Coe), Meg Wyllie (Mrs. Kissel), Mark Allen (Matt Kissel), Michael Witney (Buck Coulter), Donna Anderson Marshall (Jenny), Charles Knox Robinson (tenente Beecher)

## The Day of the Skinners
- Prima televisiva: 20 ottobre 1963
- Diretto da: Fred H. Jackman
- Soggetto di: Don Ingalls, N. B. Stone, Jr.

### Trama
- Guest star: James Westerfield (John Murrel), Diana Millay (Tassie), James E. Brown (Skinner), Carol Anne Seflinger (bambina), Donna Anderson Marshall (Jenny), Michael Witney (Buck Coulter), Mark Allen (Matt Kissel), Meg Wyllie (Mrs. Kissel), Peter Whitney (Daddy Scoggins), Chris Robinson (Billy Bird)

## The Day of the Taboo Man
- Prima televisiva: 27 ottobre 1963
- Diretto da: Andrew V. McLaglen
- Scritto da: Margaret Armen

### Trama
- Guest star: Carol Anne Seflinger (bambina), Frank Silvera (Speaks to the Wind), Norman Alden (Broken Mouth), Michael Keep (capo indiano), Meg Wyllie (Mrs. Kissel), Mark Allen (Matt Kissel), Michael Witney (Buck Coulter), Donna Anderson Marshall (Jenny), The Osmonds (Kissel Brothers)

## The Day of the Giant
- Prima televisiva: 3 novembre 1963

### Trama
- Guest star: Allyson Ames (Amy Brawley), The Osmonds (Kissel Brothers), Len Lesser (Wes Matlock), Dean Harens (Simmons), Michael Witney (Buck Coulter), Mark Allen (Matt Kissel), Meg Wyllie (Mrs. Kissel), Hedley Mattingly (Henry T. Coe), Vernett Allen III (Othello), Donna Anderson Marshall (Jenny), Bruce Watson (Malcolm Brawley), Don Megowan (Ed Matlock), David McMahon (Harber)

## The Day of the Long Night
- Prima televisiva: 10 novembre 1963
- Diretto da: Abner Biberman
- Scritto da: Joseph Calvelli

### Trama
- Guest star: The Osmonds (Kissel Brothers), Donna Anderson Marshall (Jenny), George Kennedy (Angus), Katie Sweet (Lucy Ann), Meg Wyllie (Mrs. Kissel), Mark Allen (Matt Kissel), Michael Witney (Buck Coulter), Collin Wilcox (Emmy)

## The Day of the Killing
- Prima televisiva: 17 novembre 1963
- Diretto da: Walter Doniger
- Scritto da: Robert E. Thompson

### Trama
- Guest star: Mark Allen (Matt Kissel), Meg Wyllie (Mrs. Kissel), Donna Anderson Marshall (Jenny), Michael Witney (Buck Coulter), Martin Landau (Cochio), Ted Eccles (Burton Child), Carol Anne Seflinger (Burton Child), Alberto Monte (Pistolero), Eddie Little Sky (Apache), Miranda Jones (Mrs. Burton), Barry Cahill (Mr. Burton), Charles Bronson (Linc Murdock)

## The Day of the Flying Dutchman
- Prima televisiva: 1º dicembre 1963
- Diretto da: Don Taylor

### Trama
- Guest star: James Westerfield (John Murrel), The Osmonds (Kissel Brothers), Sandy Kenyon (Shep Baggott), Donna Anderson Marshall (Jenny), Hedley Mattingly (Henry T. Coe), Vernett Allen III (Othello), Dehl Berti (Little Buffalo), Lloyd Corrigan (capitano Rembrandt Van Creel), Norma Varden (Sonia Van Creel), Meg Wyllie (Mrs. Kissel), Mark Allen (Matt Kissel), Michael Witney (Buck Coulter)

## The Day of the Homeless
- Prima televisiva: 8 dicembre 1963
- Diretto da: Boris Sagal
- Scritto da: Shimon Wincelberg

### Trama
- Guest star: Jimmy Carter (Luke), Chris Hughes (Miles Rector), Jimmy Baird (Bains), Antoinette Bower (Nellie), John Williams (Stephen Runciman), Slim Pickens (Bly), Milton Parsons (Rheem), Charles Bronson (Linc Murdock)

## The Day of the Misfits
- Prima televisiva: 15 dicembre 1963
- Diretto da: Jack Arnold
- Scritto da: Shimon Wincelberg

### Trama
- Guest star: Henry Hull (Abel Menifee), Kenneth R. MacDonald (minatore), Frank Hagney (minatore), Mariette Hartley (Hagar), Mort Thompson (Jakins), John van Dreelen (dottor Armin Weeler), Lee Van Cleef (Raoul Volta), Charles Bronson (Linc Murdock)

## The Day of the Pawnees (1)
- Prima televisiva: 22 dicembre 1963
- Diretto da: Tom Gries

### Trama
- Guest star: Michael Keep (Crow), The Osmonds (Kissel Brothers), Mark Allen (Matt Kissel), Eddie Little Sky (Crow), Sheldon Allman (Bullard), Gene Benton (Fisbee), Danny Bravo (Kiwa), Howard Caine (Afraid-of-His-Horse), Kathy Garver (Pretty Walker), Hank Worden (Chief-Hunting-Hawk), Vernett Allen III (Othello), Hedley Mattingly (Coe), Ed Ames (Kennedy), Meg Wyllie (Mrs. Kissel)

## The Day of the Pawnees (2)
- Prima televisiva: 29 dicembre 1963
- Diretto da: Fred H. Jackman

### Trama
- Guest star: James Westerfield (John Murrel), The Osmonds (Kissel Brothers), Sandy Kenyon (Shep Baggott), Donna Anderson Marshall (Jenny), Vernett Allen III (Othello), Sheldon Allman (Tod Bullard), Howard Caine (Afraid-of-His-Horse), Michael Keep (Crow), Eddie Little Sky (Crow), Hank Worden (Chief Hunting Hawk), Hedley Mattingly (Henry T. Coe), Meg Wyllie (Mrs. Kissel), Mark Allen (Matt Kissel), Ed Ames (Kennedy), Michael Witney (Buck Coulter)

## The Day of the Toll Takers
- Prima televisiva: 5 gennaio 1964
- Diretto da: Walter Doniger
- Scritto da: Ken Trevey

### Trama
- Guest star: Leif Erickson (Sugar Bob Devlin), Nicholas Georgiade (Cairo), Mary Anderson (Hannah Devlin), Mike De Anda (barista), Johnny Jensen (George), George Winters (soldato), Michel Petit (Tubal), Bern Hoffman (Piggot), James Griffith (Gambler), Charles Bronson (Linc Murdock)

## The Day of the Wizard
- Prima televisiva: 12 gennaio 1964
- Diretto da: Boris Sagal
- Scritto da: Shimon Wincelberg

### Trama
- Guest star: Burgess Meredith (Saracen), Crahan Denton (colonnello Ewen Pollux), Paul Baxley (Tracey), Vitina Marcus (Irina), Joan Tompkins (Martha Pollux), Charles Bronson (Linc Murdock)

## The Day of the Search
- Prima televisiva: 19 gennaio 1964
- Diretto da: James Goldstone
- Scritto da: Robert E. Thompson

### Trama
- Guest star: Susan Seaforth Hayes (Louisa), Karl Swenson (Bigger), Charles Bronson (Linc Murdock), Charles McGraw (Dan Carver), Keenan Wynn (Sam Parks), David McCallum (Prophet)

## The Day of the Haunted Trail
- Prima televisiva: 26 gennaio 1964
- Diretto da: Stuart Heisler
- Scritto da: Ardel Wray

### Trama
- Guest star: Paul Baxley (Tracey), Royal Dano (James Weston), William Fawcett (cercatore), Abel Fernández (Joseph), Tania Wisbar (donna), Mike De Anda (colono), King Moody (colono), Norman Leavitt (cercatore), John Harmon (Huddlestone), Meg Wyllie (Mrs. Kissel), Mark Allen (Matt Kissel), Charles Bronson (Linc Murdock)

## The Day of the Tin Trumpet
- Prima televisiva: 2 febbraio 1964
- Diretto da: Ted Post
- Scritto da: Edwin Blum

### Trama
- Guest star: Meg Wyllie (Mrs. Kissel), Doodles Weaver (Pettigrew), Charles Bronson (Linc Murdock), Mark Allen (Matt Kissel), Paul Baxley (Tracey), Antoinette Bower (Nellie), Barry Cahill (Rowdy), Wallace Ford (Buffalo Pete), Arch Johnson (Lize Daggett), Karl Lukas (Rowdy), Rodolfo Acosta (Joe Oswego)

## The Day of the Lame Duck
- Prima televisiva: 9 febbraio 1964
- Diretto da: Boris Sagal
- Scritto da: Shimon Wincelberg

### Trama
- Guest star: Mike Mazurki (Bill Jim), Joe Mantell (Piggy Trewblood), Roy Roberts (Iremonger), Jack Perkins (scagnozzo), Guy Way (scagnozzo), Mort Thompson (sergente), Mike De Anda (Bodger), Charles Bronson (Linc Murdock), Paul Langton (Beaufoy), Ruta Lee (Zoe Pigalle), Fred Scheiwiller (scagnozzo)

## The Day of the Picnic
- Prima televisiva: 16 febbraio 1964
- Diretto da: Richard Donner

### Trama
- Guest star: Paul Fix (sceriffo), James Griffith (Bagsley), John Davis Chandler (Dick McBride), Robert Miller Driscoll (Billy Slocum), Meg Wyllie (Mrs. Kissel), Mark Allen (Matt Kissel), Michael Witney (Buck Coulter), Sandy Kenyon (Shep Baggott), Donna Anderson Marshall (Jenny), James Westerfield (John Murrel), Joe Evans (Mr. Potter), Hedley Mattingly (Henry T. Coe), Vernett Allen III (Othello), The Osmonds (Kissel Brothers), Richard Hale (Hardy), Irving Burns (Deputy)

## The Day of the 12 Candles
- Prima televisiva: 23 febbraio 1964
- Diretto da: Ted Post
- Scritto da: Shirl Hendryx

### Trama
- Guest star: Meg Wyllie (Mrs. Kissel), Frank DeKova (capo), Mark Allen (Matt Kissel), Paul Carr (Russ Oliver), Charles Bronson (Linc Murdock), Richard Garland (capitano), John Harmon (Wagontrainer), Joan Freeman (Sarah Oliver)

## The Day of the Pretender
- Prima televisiva: 1º marzo 1964
- Diretto da: Charles Haas
- Scritto da: Roland Wolpert

### Trama
- Guest star: Carl Esmond (barone Pyrrhos), Nicholas Georgiade (Rob), Meg Wyllie (Mrs. Kissel), Charles Bronson (Linc Murdock), James Griffith (Snake), Steven Geray (Anton Berg), Mark Allen (Matt Kissel)

## The Day of the Dark Deeds
- Prima televisiva: 8 marzo 1964
- Diretto da: Donald C. Klune
- Scritto da: Edwin Blum

### Trama
- Guest star: Anthony Caruso (Lone Eagle), Biff Elliot (sergente Fields), Mark Allen (Matt Kissel), James Westerfield (John Murrel), Harold Stone (colonnello Dolan), Robert Sampson (tenente Mason), Barbara Nichols (Mamie), Eddie Firestone (Watkins), Charles Bronson (Linc Murdock)

## The Day of Reckoning
- Prima televisiva: 15 marzo 1964
- Diretto da: Boris Sagal
- Scritto da: Berne Giler

### Trama
- Guest star: Ron Hagerthy (Carey Macklin), Charles Bronson (Linc Murdock), John Fiedler (Ives), Rayford Barnes (Dan Macklin), Susan Oliver (Maria), Jan Merlin (Rance Macklin), Robert Carricart (Mendez), Douglas Fowley (Knudsen), Byron Foulger (Hickey), Mike De Anda (Bryce), Margarita Cordova (Florrie)